# Брюксел (сирене)
Вижте пояснителната страница за други значения на Брюксел.
Сиренето Брюксел (на английски: Brussels cheese; на френски: fromage de Bruxelles; на нидерландски: Brusselse Kaas)  е меко сирене от краве мляко, което се произвежда в Белгия, в района на гр. Брюксел, откъдето е получило и името си. „Брюксел“ е едно от най-старите белгийски сирена.
Брюкселското сирене се прави от обезмаслено и подквасено краве мляко. То има характерна лъскава кора, гладка и мека структура, с цитрусов аромат и силен солен вкус.
Произвежда се на кръгли или цилиндрични пити. Необходимо е сиренето да зрее три месеца, през което време се измива и суши, за да е готово за консумация.
„Брюксел“ е трапезно сирене, подходящо за приготвяне на сандвичи и закуски и за мазане върху хляб. Може да се поднася като мезе, да се използва за приготвяне на фондю, и като добавка в зърнени храни като овкусител.